# Urali subpolari
Gli Urali subpolari, indicati anche come Urali subartici (in russo Приполярный Урал?, Pripoljarnyj Ural), sono una porzione della vasta catena dei monti Urali, in Russia, posizionati tra gli Urali polari a nord e gli Urali settentrionali a sud.
Si estendono dalle sorgenti del fiume Ljapin e il tratto superiore del fiume Chulga (bacino idrografico dell'Ob') a nord (latitudine 65° 40' N), fino al monte Telposiz (Nido dei venti, 1617 metri di altezza) a sud (latitudine 64° N).

## Descrizione
Come il resto della catena degli Urali, fungono da confine geografico tra l'Europa (a est) e l'Asia (a ovest). Dal punto di vista amministrativo, la parte orientale a est dello spartiacque principale, fa parte del circondario autonomo degli Chanty-Mansi-Jugra, mentre la parte ovest appartiene alla Repubblica dei Komi.
Gli Urali subpolari si estendono in direzione sudovest-nordest per una lunghezza di 230 km e una larghezza che arriva fino a 150 km. La superficie coperta è di 32.000 km2.
L'altezza dei rilievi è perlopiù compresa tra 600 e 1500 metri. La cima più elevata degli Urali subpolari è il Monte Narodnaja, alto 1894,5 metri, che è anche la cima più elevata dell'intera catena degli Urali. Ma sono presenti anche numerose altre vette con altezze superiori ai 1.600 metri: Karpinski (1878 m), Manaraga (1662 m), Zachita (1808 m), Sverdlova (1800 m), Mansi-Nyer (1778 m), Komsomola (1729 m), Kolokolnja (1724 m).
Il monte Sablja, situato nella parte sud-occidentale della regione, pur raggiungendo solamente i 1497 metri di altezza, è molto popolare tra gli alpinisti e gli appassionati di scalate.
La catena montuosa degli Urali subpolari si trova in una zona scarsamente popolata e può essere raggiunta solo tramite la ferrovia settentrionale che la percorre fino a Vorkuta.
Nel dicembre 2009, una delle vette senza nome (posta alle coordinate 65° 04.4' N; 59° 57.5' E) e alta 1582 m situata nella Repubblica di Komi, ha ricevuto il nome di "Monte Santo Stefano di Perm", diventando il primo monte della Russia a portare il nome del santo ortodosso.

## Clima
Sebbene siano situati più a sud degli Urali polari, gli Urali subpolari hanno un clima più rigido. La temperatura media va dai -23 °C di gennaio (con minime fino a -45 °C), fino ai 14-16 °C a luglio nelle valli (le temperature massime possono superare i 30 °C). Alle altitudini di 1600-1800 metri, la temperatura estiva oscilla attorno ai 2,5-3 °C.
Nelle zone più elevate, tra gennaio e febbraio sono frequenti le tempeste di neve, che possono durare anche una settimana, con venti che possono arrivare a 20–30 m/s. Nel corso dell'anno i giorni di tempesta di neve sono compresi tra 80 e 100. Nelle valli il numero di giorni di tempesta di neve è di solito 2-3 volte inferiore e la velocità del vento non supera in genere i 10 m/sec. L'area è nota per il rischio di valanghe.
Negli Urali subpolari sono presenti 50 piccoli ghiacciai, che si estendono su una superficie totale di 7,5 km², oltre a un gran numero di campi di neve.

## Vegetazione
L'area è coperta da foreste di conifere, la tipica taiga boreale, fino a un'altezza di 500 metri. A quote più elevate sopravvive solo la vegetazione bassa delle specie della tundra di ambiente montano oppure si incontra la roccia esposta, anche con pareti ripide.